# 2017-es WTCC portugál nagydíj
A 2017-es WTCC portugál nagydíj volt a 2017-es túraautó-világbajnokság ötödik fordulója. 2017. június 25-én rendezték meg a Circuito Internacional de Vila Real, Vila Realban. A versenyhétvégére 17 autó nevezett, ám Tom Coronel a szabadedzéseket követően visszalépett a hétvége eseményeitől miután fékhiba következtében ütközött az egyik gyakorláson és alkatrészhiány következtében a ROAL Motorsportnak nem sikerült megjavítani a Chevrolet Cruzet.

## Időmérő
| Poz. | #  | Versenyző         | Csapat                | Autó                    | Kat. | 1. rész  | 2. rész  | 3. rész  | Pont |
| ---- | -- | ----------------- | --------------------- | ----------------------- | ---- | -------- | -------- | -------- | ---- |
| 1    | 5  | Michelisz Norbert | Honda Racing Team JAS | Honda Civic WTCC        |      | 1:57,010 | 1:56,397 | 1:55,846 | 5    |
| 2    | 12 | Robert Huff       | Citroën C-Elysée      | Citroën C-Elysée WTCC   | WT   | 1:57,333 | 1:56,777 | 1:56,530 | 4    |
| 3    | 62 | Thed Björk        | Polestar Cyan Racing  | Volvo S60 Polestar TC1  |      | 1:58,144 | 1:56,821 | 1:56,919 | 3    |
| 4    | 18 | Tiago Monteiro    | Honda Racing Team JAS | Honda Civic WTCC        |      | 1:57,487 | 1:56,227 | 1:58,940 | 2    |
| 5    | 63 | Nick Catsburg     | Polestar Cyan Racing  | Volvo S60 Polestar TC1  |      | 1:58,344 | 1:57,168 |          | 1    |
| 6    | 3  | Tom Chilton       | Sébastien Loeb Racing | Citroën C-Elysée WTCC   | WT   | 1:58,420 | 1:57,765 |          |      |
| 7    | 25 | Mehdi Bennani     | Sébastien Loeb Racing | Citroën C-Elysée WTCC   | WT   | 1:58,106 | 1:57,915 |          |      |
| 8    | 86 | Esteben Guerrieri | Campos Racing         | Chevrolet RML Cruze TC1 | WT   | 1:58,650 | 1:58,364 |          |      |
| 9    | 61 | Néstor Girolami   | Polestar Cyan Racing  | Volvo S60 Polestar TC1  |      | 1:59,483 | 1:58,447 |          |      |
| 10   | 34 | Micsigami Rjo     | Honda Racing Team JAS | Honda Civic WTCC        |      | 1:58,190 | 1:58,599 |          |      |
| 11   | 27 | John Filippi      | Sébastien Loeb Racing | Citroën C-Elysée WTCC   | WT   | 1:59,783 | 1:58,967 |          |      |
| 12   | 68 | Yann Ehrlacher    | RC Motorsport         | Lada Vesta WTCC         | WT   | 1:59,368 | 1:59,287 |          |      |
| 13   | 24 | Kevin Gleason     | RC Motorsport         | Lada Vesta WTCC         | WT   | 2:00,410 |          |          |      |
| 14   | 22 | Manuel Fernandes  | RC Motorsport         | Lada Vesta WTCC         | WT   | 2:00,567 |          |          |      |
| 15   | 8  | Aurélien Panis    | Zengő Motorsport      | Honda Civic WTCC        | WT   | 2:00,937 |          |          |      |
| 16   | 99 | Nagy Dániel       | Zengő Motorsport      | Honda Civic WTCC        | WT   | 2:03,490 |          |          |      |
| Vi   | 9  | Tom Coronel       | ROAL Motorsport       | Chevrolet RML Cruze TC1 | WT   |          |          |          |      |

Megjegyzés:
- WT – WTCC Trophy

## MAC 3
| Poz. | Gyártó | Autó                 | Idő      | Különbség | Pont |
| ---- | ------ | -------------------- | -------- | --------- | ---- |
| 1    | Volvo  | Polestar Cyan Racing | 4ː05,355 |           | 12   |
| 2    | Honda  | Honda Civic WTCC     | 4:09,347 | +3,992    | 8    |

## Első futam
| Poz. | #  | Versenyző         | Csapat                          | Autó                    | Kat. | Futott kör | Idő/Kiesés oka | Rajthely | Pont |
| ---- | -- | ----------------- | ------------------------------- | ----------------------- | ---- | ---------- | -------------- | -------- | ---- |
| 1    | 25 | Mehdi Bennani     | Sébastien Loeb Racing           | Citroën C-Elysée WTCC   | WT   | 11         | 22:00,741      | 4        | 25   |
| 2    | 18 | Tiago Monteiro    | Honda Racing Team JAS           | Honda Civic WTCC        |      | 11         | +0,799         | 7        | 18   |
| 3    | 62 | Thed Björk        | Polestar Cyan Racing            | Volvo S60 WTCC          |      | 11         | +1,632         | 8        | 15   |
| 4    | 3  | Tom Chilton       | Sébastien Loeb Racing           | Citroën C-Elysée WTCC   | WT   | 11         | +2,447         | 5        | 12   |
| 5    | 63 | Nick Catsburg     | Polestar Cyan Racing            | Volvo S60 WTCC          |      | 11         | +4,459         | 6        | 10   |
| 6    | 12 | Robert Huff       | ALL-INKL.COM Münnich Motorsport | Citroën C-Elysée WTCC   | WT   | 11         | +4,855         | 9        | 8    |
| 7    | 5  | Michelisz Norbert | Honda Racing Team JAS           | Honda Civic WTCC        |      | 11         | +6,040         | 10       | 6    |
| 8    | 61 | Néstor Girolami   | Polestar Cyan Racing            | Volvo S60 WTCC          |      | 11         | +12,317        | 2        | 4    |
| 9    | 68 | Yann Ehrlacher    | RC Motorsport                   | Lada Vesta WTCC         | WT   | 11         | +13,151        | 12       | 2    |
| 10   | 27 | John Filippi      | Sébastien Loeb Racing           | Citroën C-Elysée WTCC   | WT   | 11         | +16,210        | 11       | 1    |
| 11   | 8  | Aurélien Panis    | Zengő Motorsport                | Honda Civic WTCC        | WT   | 11         | +34,376        | 15       |      |
| 12   | 22 | Manuel Fernandes  | RC Motorsport                   | Lada Vesta WTCC         | WT   | 11         | +51,335        | 14       |      |
| 13   | 99 | Nagy Dániel       | Zengő Motorsport                | Honda Civic WTCC        | WT   | 11         | +57,739        | 16       |      |
| Ki   | 34 | Micsigami Rjo     | Honda Racing Team JAS           | Honda Civic WTCC        |      | 8          | Defekt         | 1        |      |
| Ki   | 24 | Kevin Gleason     | RC Motorsport                   | Lada Vesta WTCC         | WT   | 3          | Baleseti kár   | 13       |      |
| Ki   | 86 | Esteban Guerrieri | Campos Racing                   | Chevrolet RML Cruze TC1 | WT   | 0          | Baleset        | 3        |      |
| Vi   | 9  | Tom Coronel       | ROAL Motorsport                 | Chevrolet RML Cruze TC1 | WT   |            | Visszalépett   |          |      |

- WT - WTCC Trophy

## Második futam
| Poz. | #  | Versenyző         | Csapat                          | Autó                    | Kat. | Futott kör | Idő/Kiesés oka | Rajthely | Pont |
| ---- | -- | ----------------- | ------------------------------- | ----------------------- | ---- | ---------- | -------------- | -------- | ---- |
| 1    | 5  | Michelisz Norbert | Honda Racing Team JAS           | Honda Civic WTCC        |      | 13         | 25:47,552      | 1        | 30   |
| 2    | 62 | Thed Björk        | Polestar Cyan Racing            | Volvo S60 WTCC          |      | 13         | +0,480         | 3        | 23   |
| 3    | 18 | Tiago Monteiro    | Honda Racing Team JAS           | Honda Civic WTCC        |      | 13         | +2,200         | 4        | 19   |
| 4    | 63 | Nick Catsburg     | Polestar Cyan Racing            | Volvo S60 WTCC          |      | 13         | +4,457         | 5        | 16   |
| 5    | 12 | Robert Huff       | ALL-INKL.COM Münnich Motorsport | Citroën C-Elysée WTCC   | WT   | 13         | +4,587         | 2        | 13   |
| 6    | 3  | Tom Chilton       | Sébastien Loeb Racing           | Citroën C-Elysée WTCC   | WT   | 13         | +8,834         | 6        | 10   |
| 7    | 25 | Mehdi Bennani     | Sébastien Loeb Racing           | Citroën C-Elysée WTCC   | WT   | 13         | +20,846        | 7        | 7    |
| 8    | 86 | Esteban Guerrieri | Campos Racing                   | Chevrolet RML Cruze TC1 | WT   | 13         | +23,834        | 8        | 4    |
| 9    | 61 | Néstor Girolami   | Polestar Cyan Racing            | Volvo S60 WTCC          |      | 13         | +24,864        | 2        | 2    |
| 10   | 27 | John Filippi      | Sébastien Loeb Racing           | Citroën C-Elysée WTCC   | WT   | 13         | +25,384        | 11       | 1    |
| 11   | 68 | Yann Ehrlacher    | RC Motorsport                   | Lada Vesta WTCC         | WT   | 13         | +25,793        | 12       |      |
| 12   | 24 | Kevin Gleason     | RC Motorsport                   | Lada Vesta WTCC         | WT   | 13         | +45,075        | 13       |      |
| 13   | 34 | Micsigami Rjo     | Honda Racing Team JAS           | Honda Civic WTCC        |      | 13         | +45,624        | 10       |      |
| 14   | 99 | Nagy Dániel       | Zengő Motorsport                | Honda Civic WTCC        | WT   | 13         | +1:26,761      | 16       |      |
| 15   | 22 | Manuel Fernandes  | RC Motorsport                   | Lada Vesta WTCC         | WT   | 13         | +2:18,129      | 14       |      |
| 16   | 8  | Aurélien Panis    | Zengő Motorsport                | Honda Civic WTCC        | WT   | 10         | Baleset        | 15       |      |
| Vi   | 9  | Tom Coronel       | ROAL Motorsport                 | Chevrolet RML Cruze TC1 | WT   |            | Visszalépett   |          |      |

- WT - WTCC Trophy

## Külső hivatkozások
- A hétvége részletes eredményei